# 猶大與黑色彌賽亞
《猶大與黑色彌賽亞》（英語：Judas and the Black Messiah）是一部2021年美國傳記劇情片，由夏卡·金（Shaka King）執導並與威爾·貝森（Will Berson）共同編寫劇本，根據兩人與肯尼與凱斯·盧卡斯發想的故事改編。電影講述芝加哥1960年代後期黑豹党主席佛萊德·漢普頓（丹尼爾·卡盧亞飾演）被聯邦調查局線人威廉·歐尼爾（凱斯·史坦費爾德飾演）背叛的過程。除卡盧亞和史坦費爾德外，其他主演包括杰西·普莱蒙、多米妮可·斐許巴克、艾許頓·桑德斯、賈斯汀·布里特-吉布森、李利·萊爾·豪艾里、阿吉·史密斯及馬田·辛。
漢普頓的傳記片發展多年，自2014年以來，盧卡斯兄弟和貝森各自撰寫並銷售劇本。蓋瑞·葛雷一度擔任導演，但後來將權利轉交給金。演出陣容在漢普頓一家的祝福下於2019年加入，並在秋天在俄亥俄州進行拍攝。
電影於2021年2月1日在日舞影展上首映，後於2月12日在美國院線由華納兄弟發行，同時透過HBO Max發行數位版。《猶大與黑色彌賽亞》在影評界取得普遍好評，金的導演、表演和符合時宜的主題受到肯定。卡盧亞贏得第78届金球奖、第27届美国演员工会奖及第93屆奧斯卡金像獎最佳男配角。

## 劇情
1966年，黑人民權團體黑豹黨在全美各地如火如荼展開，由於其社會主義色彩以及反政府性質，時任聯邦調查局長約翰·埃德加·胡佛決定對黑豹黨推動系統性的打壓計畫。與此同時，一位青年威廉·「比爾」·歐尼爾居住在芝加哥，他假扮成FBI探員好從混混手中騙取跑車，然而最終遭到逮捕。為了換取緩刑，奧尼爾答應成為聯邦調查局探員羅伊‧米契爾的線人，以滲透黑豹黨並接近伊利諾伊州分部黨主席佛萊德·漢普頓。
奧尼爾開始與漢普頓接近，成為他的重點部下之一。漢普頓嘗試與敵對幫派和民兵組織結盟，同時通過黑豹黨的「免費兒童早餐計劃」與「免費醫療服務」擴大組織聲望。漢普頓的影響力最終促成聯合多種族的彩虹聯盟。漢普頓也愛上了黑豹黨的同胞黛博拉·約翰遜。奧尼爾開始將情報傳遞給米契爾，而米契爾則以金錢獎勵他。當黨員喬治·薩姆斯（George Sams）在黑豹黨辦公室調查叛徒時，奧尼爾從米契爾那裏得知薩姆斯實際上是另外一名線人，他在黑豹黨辦公室的存在使搜查局得以獲得搜查令。
漢普頓被誣陷偷竊價值71美元的冰淇淋條而被捕併入獄後，奧尼爾開始升職，並晉升為安全隊長。當分部辦公室發生芝加哥警察與黑豹黨之間的槍戰時，奧尼爾逃跑了，導致辦公室被警察炸毀。之後，奧尼爾試圖辭職，但被米契爾拒絕。奧尼爾因此開始轉變，態度逐漸傾向黑豹黨，自願主持黨部辦公室的修繕。三個月後，漢普頓在上訴期間被釋放出獄，並與現在懷有孩子的黛博拉團聚。一名漢普頓成員吉米·帕爾默（Jimmy Palmer）在被一名警察槍傷後住院，他被轉移到另一家醫院時被殺。成員傑克·溫特斯（Jake Winters）得知吉米的死而被激怒後，與警察展開槍戰，殺死了數名警官，然後被警方槍殺。
由於漢普頓回歸影響力，胡佛開始對米契爾施壓，要求他活用奧尼爾的價值。奧尼爾為了證明對黑豹黨的忠心，向漢普頓提議對市政府發動炸彈襲擊，卻被漢普頓嚴詞拒絕。奧尼爾心懷不滿，此時米契爾給允奧尼爾新任務，要求他洩露漢普頓的公寓地圖，以方便警方將其刺殺。奧尼爾不肯同意，米契爾警告奧尼爾，如果黑豹黨發現他是線人，會遭到殘忍報復，這使奧尼爾最終妥協，無奈提供了地圖。奧尼爾在酒吧借酒澆愁時，從另一位線人那收到了一小瓶鎮靜劑，並下令用它給漢普頓的飲料加藥，使他在行動當晚昏睡。
漢普頓的上訴被駁回之後，黑豹黨成員於夜晚聚集在漢普頓的公寓。一個同盟幫派頭目提供漢普頓錢幫助他與黛博拉潛逃至古巴，但他拒絕了，而是下令以傑克的名義用錢建立信託，幫助更多窮苦同胞，自己願意回到監獄服刑。奧尼爾不情願地給漢普頓的酒開了藥。數小時後，警方和特工突襲公寓並開槍殺死熟睡中的漢普頓，死亡時年僅21歲。後來，奧尼爾會見了米切爾，後者給了他證人保護計畫，讓他現在擁有一座加油站可以靠其收入度過餘生，奧尼爾在悲痛中收下了。
電影的結尾是漢普頓演講的存檔錄像、他的葬禮紀錄和奧尼爾在1989年進行的一次採訪。奧尼爾之後一直在黑豹黨擔任線人，直到七零年代前期結束，1989年紀錄片《放眼成果2》（Eyes on the Prize 2）對奧尼爾的線人生涯展開訪談，奧尼爾於1990年節目首播當天自殺。1970年，漢普頓被暗殺當晚的倖存者提出了對FBI、警方與檢察官的謀殺指控，求償4770萬美元。經過12年的漫長訴訟，最後判決賠償185萬美元。今天，漢普頓的兒子小弗雷德·漢普頓（Fred Hampton Jr.）和他的母親分別擔任小黑豹黨（The Cubs of the Black Panther Party）的黨主席與諮詢委員會成員，持續為黑人民權奮鬥。

## 演員
- 丹尼爾·卡盧亞飾演佛萊德·漢普頓
- 凱斯·史坦費爾德飾演威廉·歐尼爾（英语：William O'Neal (activist)）
- 杰西·普莱蒙飾演羅伊·米契（Roy Mitchell）
- 多米妮可·斐許巴克飾演黛博拉·喬漢森（Deborah Johnson）
- 艾許頓·桑德斯飾演吉米·帕瑪
- 賈斯汀·布里特-吉布森（英语：Darrell Britt-Gibson）飾演鮑比·拉什（英语：Bobby Rush）
- 李利·萊爾·豪艾里飾演韋恩（Wayne）
- 阿吉·史密斯（英语：Algee Smith）飾演傑克·溫特斯
- 馬田·辛飾演約翰·埃德加·胡佛
- 傑曼·福勒（英语：Jermaine Fowler）飾演馬克·克拉克（英语：Mark Clark (activist)）
- 崔勒·希爾（Terayle Hill）飾演喬治·薩姆斯（英语：George W. Sams Jr.）
- 阿瑪瑞·凱托姆（英语：Amari Cheatom）飾演柯林斯（Collins）
- 多米妮克·索恩飾演茱迪·哈蒙（Judy Harmon）

## 製作

### 發展
肯尼與凱斯·盧卡斯於2014年開始向A24和Netflix推薦佛萊德·漢普頓傳記片的想法，並以「《同流者》（1970年）遇上《無間道風雲》（2006年）」為賣點宣傳。在2016年與夏卡·金（Shaka King）一起在電視試播集工作時，他們提出了製作漢普頓電影的想法，金對此很感興趣。威爾·貝森（Will Berson）也曾在同一時間寫過漢普頓的劇本，而且該項目還處於製作的早期階段。蓋瑞·葛雷正在會談執導，凱西·艾佛列克和約翰·鮑爾斯·米德爾頓正在洽談製作，贾登·史密斯與小歐席亞·傑克森都是主角人選。該版本終止後，貝森和金在盧卡斯兄弟的幫助下重寫了劇本。

### 選角
2019年2月，據報導，丹尼爾·卡盧亞和凱斯·史坦費爾德已加入演出陣容，萊恩·庫格勒加入監製，華納兄弟發行。金、卡盧亞和製片人查爾斯·D·金（Charles D. King，他們為電影提供近一半的預算），漢普頓的遺孀恩杰莉·喬漢森（Njeri Johnson）和她的兒子小佛萊德·漢普頓對電影的製作和演員們表達祝福。2019年9月，杰西·普莱蒙、多米妮可·斐許巴克和艾許頓·桑德斯確認出演電影，阿吉·史密斯則在下個月簽約參演。

### 拍攝和後期製作
主要拍攝於2019年10月21日在俄亥俄州克利夫兰進行。2019年11月25日至26日，劇組在曼斯菲尔德的俄亥俄州立感化院取景。歷時42天，製作於2019年12月19日結束。片名原為《耶穌是我同夥》（Jesus Was My Homeboy），經歷一段名稱未定的時間前，電影暫稱為《猶大與黑色彌賽亞》（Judas and the Black Messiah）。剪輯師克里斯汀·斯普拉格（Kristan Sprague）於2020年1月開始剪輯該片，此前數十家工作室因紐約COVID-19疫情而被關閉，後來導致工作人員在後期製作期間以視訊交流方式進行遠程工作。2020年7月，《猶大與黑色彌賽亞》確認為正式片名。

## 音樂
電影配樂的曲目由馬克·艾沙姆和克雷格·哈里斯共同編寫。主題曲為H.E.R.演唱的原創歌曲〈為你而戰〉（Fight for You），由她與製作人D'Mile和歌手兼詞曲作家蒂亞拉·托馬斯共同創作。

## 發行
《猶大與黑色彌賽亞》於2021年2月1日在日舞影展上全球首映，包括虛擬放映和現場放映。該片定於2021年2月12日在美國由華納兄弟發行。美國原定於2020年8月21日上映，但由於COVID-19疫情影響而延遲至2021年。華納兄弟將該片隨其他旗下電影共同在HBO Max上與院線同步上線，為期一個月，並在正常的家用媒體發售前下架。

## 反響
評論匯總媒體爛番茄根據213篇影評，該片持有96%的新鮮度，平均評分為8.3／10；該網站共識：「《猶大與黑色彌賽亞》對歷史事件進行了令人興奮的劇情改編，是對種族不公的有力譴責，也是其導演和明星的一次重大勝利。」Metacritic網站根據44位評論家，該片從滿分100分中獲得87分，代表「普遍讚譽」。
《綜藝》的彼得·德布魯（Peter Debruge）撰文稱讚史坦費爾德的表演，並表示：「這部有力的電影將當下時機帶入了嶄新的歷史背景，並暗示矛盾可能是其自身的背叛所形成。」《好萊塢報導》的大衛·魯尼（David Rooney）在評論中寫道：「由丹尼爾·卡盧亞飾演漢普頓和凱斯·史坦費爾德飾演滲透其中的聯邦調查局線人威廉·歐尼爾引起轟動的演出，這是對壓迫與革命、脅迫與背叛的辛辣描述，未受到該主題的普遍而削弱而更加令人震驚。」
Deadline Hollywood網站的皮特·哈蒙（Pete Hammond）及《板巖》的凱倫·漢（Karen Han）都將片中的各種主題與《芝加哥七人案：驚世審判》（2020年）的主題作比較，哈蒙認為：「金巧妙地布置了這個未經加工且設定於1968年令人興奮的記述方程式。」

## 外部連結
- 官方网站
- 互联网电影数据库（IMDb）上《猶大與黑色彌賽亞》的资料（英文）
- 爛番茄上《猶大與黑色彌賽亞》的資料（英文）
- 豆瓣电影上《猶大與黑色彌賽亞》的資料 （简体中文）